# Wim Tap
Wim Tap (L'Aia, 3 ottobre 1903 – L'Aia, 24 settembre 1979) è stato un calciatore olandese, di ruolo attaccante.

## Carriera

### Giocatore
Con la Nazionale olandese prese parte ai giochi olimpici del 1928.

### Allenatore
Ha vinto due campionati olandesi.

## Palmarès

### Allenatore

#### Competizioni nazionali
- Campionato olandese: 2

ADO Den Haag: 1941-1942, 1942-1943